# Triclabendazol
Triclabendazol es el nombre de un medicamento antihelmíntico indicado en medicina humana y veterinaria, desarrollado por Novartis, y derivado de la familia de los benzimidazoles. A diferencia del resto de los medicamentos de su familia, el triclabendazol contiene un anillo de benceno con cloro sin el tradicional grupo carbamato.
Indicación farmacológica: fasciolasis en niños menores a 6 años y en parognimiasis parognimiasis

## Mecanismo de acción
Es generalmente aceptado que los benzimidazoles como el triclabendazol se unen a la beta-tubulina parasitaria y previenen la polimerización de los microtúbulos de los que la tubulina forma parte. 
Difiere de otros benzimidazoles (albendazol o mebendazol) en que no tiene actividad contra nematodos.

## Presentaciones
El triclabendazol en un principio sólo se desarrolló como fármaco a ser administrado por vía oral y muestra una alta eficacia contra la Fasciola hepatica inmadura y adulta.
Desde los años 1990, el triclabendazol entró en situación de genéricos debido a que las patentes expiraron en muchos países. A partir de entonces se desarrollaron muchos productos, entre ellos Trivantel 15, una suspensión de 15% triclabendazol lanzado por Agrovet Market Animal Health a comienzos de los años 2000. 
En 2009, apareció la primera solución inyectable del triclabendazol, combinado con ivermectina, desarrollado y lanzado también por Agrovet Market Animal Health. El producto contiene triclabendazol al 36% e ivermectina al 0.6%, diseñado para tratar la Fasciola hepática, tanto inmaduros como adultos, nemátodos y ectoparásitos también.A